# Rkatsiteli

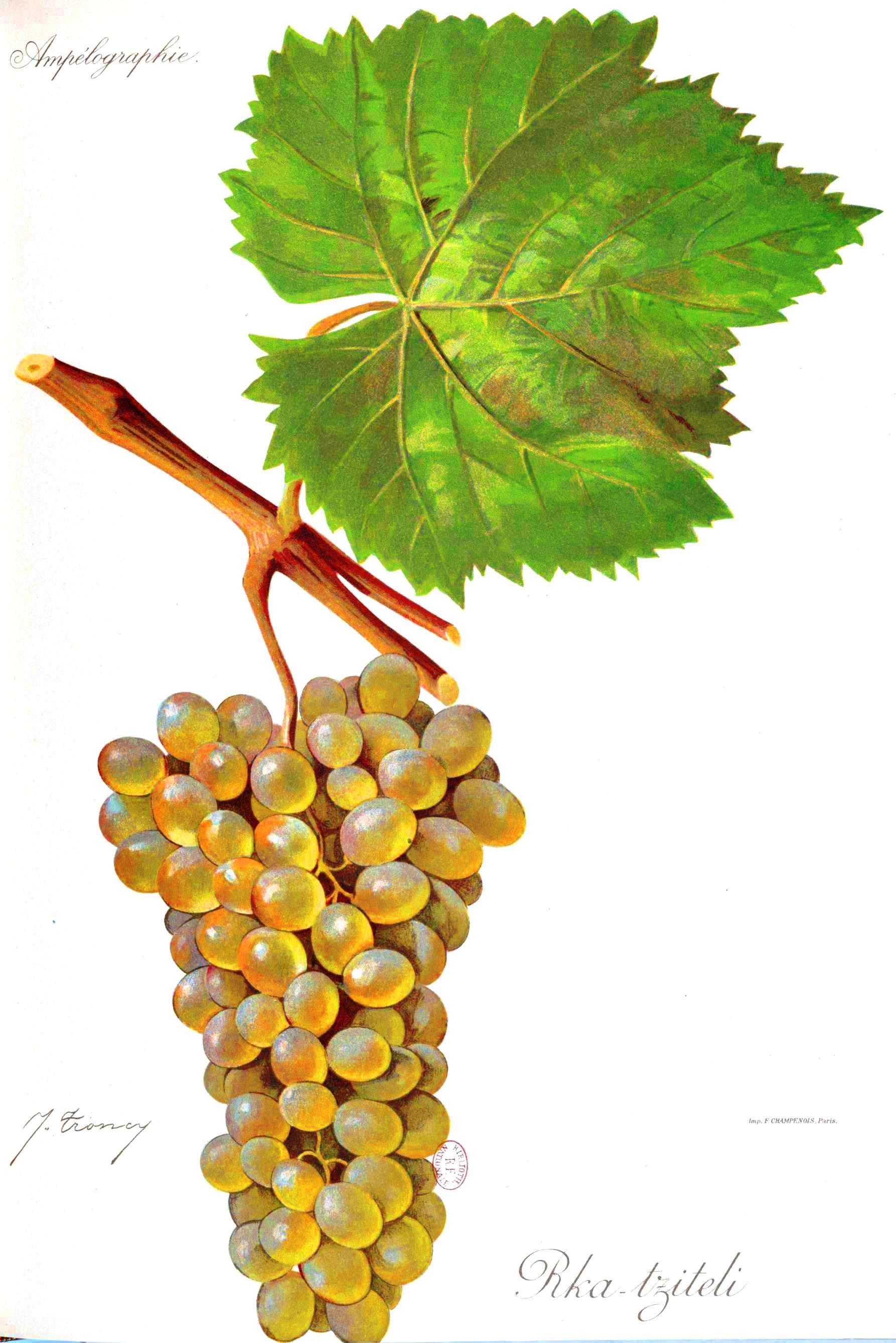
Racimo de rkatsiteli en la obra de Viala y Vermorel.

La rkatsiteli (en georgiano რქაწითელი; que significa "tallo rojo") es una variedad de uva blanca de vino.

## Historia

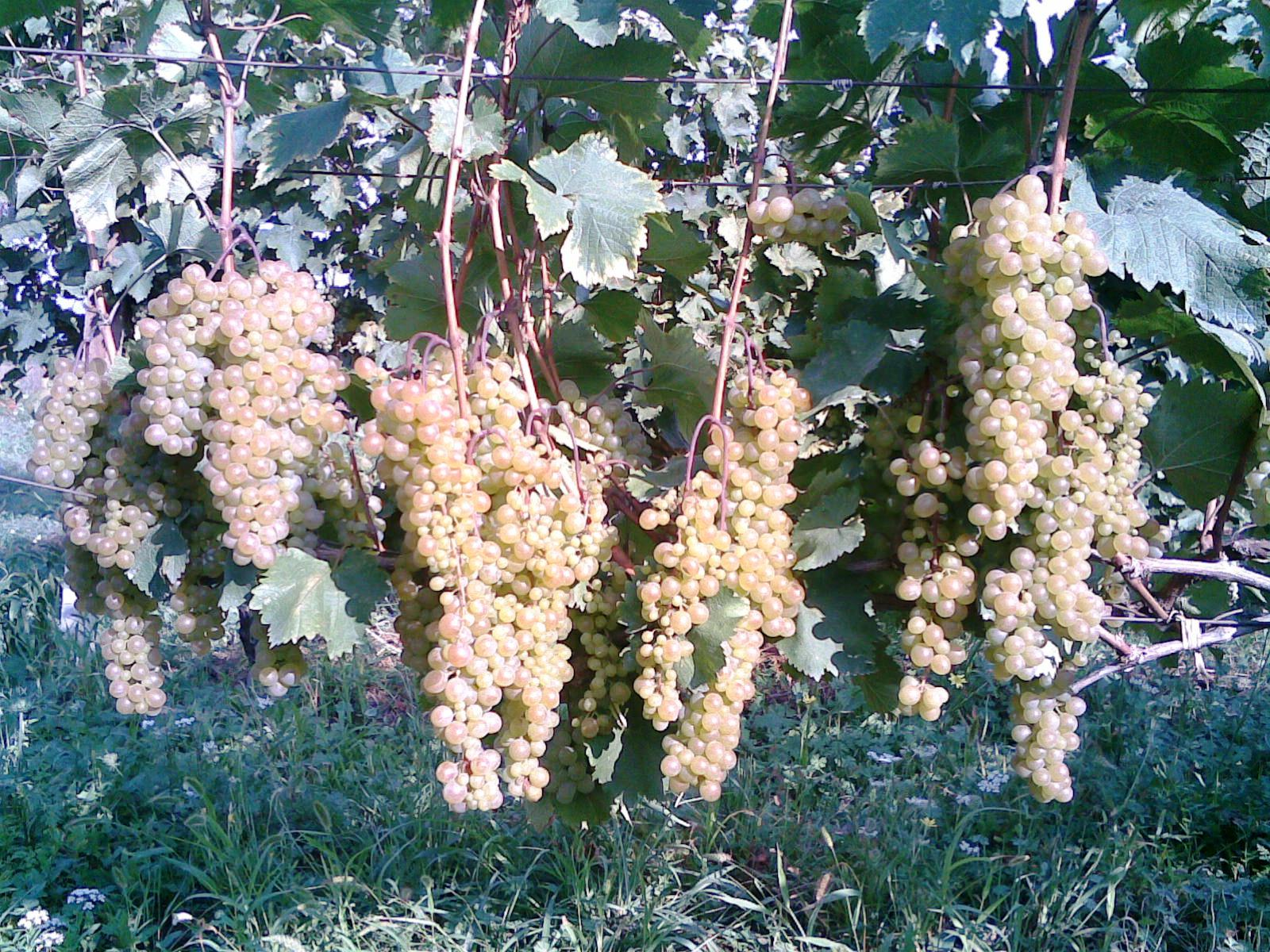
Racimos de rkatsiteli.

Se originó en Georgia y es una de las variedades más antiguas. Ha sido usada como uva de mesa, para la producción de licores y para la producción de vinos fortificados al estilo del jerez. Antes del impulso a la viticultura del Presidente Gorbachov era la uva más ampliamente plantada de la Unión Soviética.
En Kajetia es especialmente conocida por su uso en los vinos dulces de postre, hechos de forma similar a los de Oporto. Ha habido varios intentos de crear un vino espumoso con esta variedad, pero su alto nivel de alcohol ha evitado que esto tenga éxito. Sigue siendo uno de los vinos preferidos de Rusia.

## Regiones
La uva está presente sobre todo en Georgia, donde tuvo su ancestral origen, aunque sigue habiendo plantaciones de una extensión considerable en Rusia, Bulgaria, Moldavia, Rumanía, Macedonia, Azerbaiyán y Ucrania.

### Otras regiones
También es plantada, en pequeñas cantidades, en Australia y en el este de los Estados Unidos, sobre todo en la región de los lagos Finger del estado de Nueva York, en Nueva Jersey y en Virginia. También hay algunas plantaciones experimentales en California, en la AVA Grand Valley de Colorado y en China, donde la uva es conocida como baiyu.

## Viticultura
La alta acidez de la uva la hace propensa a hacer vinos excesivamente ácidos, por lo que los productores intentan cosechar las uvas lo más tarde posible para que maximice la cantidad de azúcar y esta neutralice la acidez. En muchas regiones de Europa del Este la cosecha se realiza tradicionalmente a mediados de octubre.

## Vinos
La rkatsiteli produce un vino con una notable acidez. Es un vino blanco equilibrado y cuenta con notas picantes y aromas florales.

### Vinos de postre de rkatsiteli
Un buen ejemplar de vino de rkatsiteli de la cosecha de 1990, procedente de Cricova, Moldavia, fue mencionado en la prensa del Reino Unido, donde fue descrito como "un vino envejecido, de carácter oloroso, dulce y a pasas, seguido de aromas a nuez y caramelo" y como un vino "dulce blanco, o más de color bronce. Frutos maduros y muy preservados. Delicioso, por el complejo final de miel, nueces, caramelo y azúcar quemado - es como la sauternes contra la PX".